# 箱形藻屬
箱形藻屬（学名：Cistula）是双肋藻科下的一个属。

## 下属物种
本属包括以下物种：
- 洛氏箱形藻 Cistula lorenziana (Grun. Cleve, 1894)